# 恐竜の里
恐竜の里（きょうりゅうのさと）は、徳島県勝浦郡勝浦町の立川渓谷にある恐竜に関するテーマパーク。

## 概要
勝浦川支流・立川の立川渓谷で、1994年（平成6年）4月に、四国で初めてジュラ紀の恐竜であるイグアノドンの歯の化石が発見され、それを記念して町おこしグループ「NPO法人阿波勝浦井戸端塾」が「恐竜の里」を開園させた。
施設内にはイグアナドンのモニュメントやバーベキュー場が設置されている他、付近には恐竜神社が鎮座している。

## 施設
- イグアノドンのモニュメント
- あずまや
- バーベキュー場
- 恐竜神社 - 付近に鎮座する神社。

## 交通
- JR「徳島駅から徳島バスで約60分、「棚野」停留所下車から徒歩で約80分。